# Camargo (Chihuahua)
Camargo è una municipalità dello stato di Chihuahua, nel Messico settentrionale, il cui capoluogo è la località di Santa Rosalía de Camargo.
Conta 48 748 abitanti (2010) e ha una estensione di 13731,60 km².
Il paese deve il suo nome a Ignacio Camargo, eroe della guerra d'indipendenza del Messico.